# Miquihuana
Miquihuana là một đô thị thuộc bang Tamaulipas, México. Năm 2005, dân số của đô thị này là 3390 người.